# Баварская полёвка
Баварская полёвка (лат. Microtus bavaricus) — вид грызунов рода серых полёвок, распространенный в австрийских, итальянских и баварских Альпах. Обитает на лугах на высоте 600—1000 м над уровнем моря. Существуют только 23 музейных экземпляра этого вида.
Этот грызун был ранее известен только из одной местности в Баварии (Германия), которая с тех пор застроена. Эти грызуны не были зарегистрированы после 1962 года, и вид считался вымершим. Тем не менее, популяция этого вида была обнаружена в 2000 году в Северном Тироле (Австрия). Их видовой статус был подтверждён генетическими исследованиями. Необходимы дальнейшие исследования, чтобы определить размер и ареал популяции, а также уточнить статус по критериям МСОП.